# 学校法人常翔学園
学校法人常翔学園（がっこうほうじんじょうしょうがくえん）は、大阪府大阪市旭区日本部を置く日本の学校法人。1987年から2008年までの名称は学校法人大阪工大摂南大学、1987年以前の名称は学校法人大阪工業大学であった。

## 概要
1922年9月7日、本庄京三郎が設立者・校主として創立した関西工学専修学校が母体である。
学園紛争の激しかった1969年、旧総評議長で参議院議員であった藤田進が学園理事長に就任してから積極経営の方針を貫き、大阪工業大学の2学部設置のほか、1975年に摂南大学、1998年に広島国際大学を開設した。
2000年代に入ると少子化の進行により、学生・生徒を確保することが難しくなってきたため、中学校から大学までの「一貫教育体制」を実現し、教育機関としての魅力を高めるため、2008年に学校法人啓光学園と経営統合した。その結果、3大学、2高等学校、2中学に学生・生徒約2万6千人を擁する総合学園となっており、学園全体でこれまで輩出した卒業生数は約31万人に及ぶ。2022年に創立100周年を迎えた。
学校法人を表すシンボルカラーとして「青藍」（マンセル値／4.5PB 3/7）を定めている。

### 設置校
- 大阪工業大学
- 摂南大学
- 広島国際大学
- 常翔学園中学校・高等学校
- 常翔啓光学園中学校・高等学校

## 沿革
- 1922年 関西工学専修学校を創設
- 1926年 財団法人関西工学を設立
- 1927年 関西高等工学校を開設
- 1933年 関西工業学校を開設
- 1940年 関西高等工業学校を開設
- 1942年 関西高等工業学校を摂南高等工業学校と改称。摂南重機工業学校を開設
- 1944年 摂南高等工業学校を摂南工業専門学校と改称。摂南重機工業学校を摂南工業学校と改称
- 1947年 法人名を財団法人摂南学園と改称
- 1948年 関西工業学校と摂南工業学校を統合し、摂南学園高等学校を開設。摂南学園中学校を開設。関西高等工学校を摂南工科専門学院と改称
- 1949年 摂南工業専門学校を新制大学として昇格し、摂南工業大学を開設。法人名を財団法人大阪工業大学と改称、摂南工業大学を大阪工業大学と改称
- 1950年 大阪工業大学短期大学部を開設。摂南学園高等学校を大阪工業大学高等学校と改称。摂南工科専門学院を大阪工業大学専門学院と改称
- 1951年 法人を学校法人大阪工業大学に改組。摂南工業専門学校を廃止。摂南工業学校を廃止
- 1962年 大阪工業高等専門学校を開設
- 1965年 大阪工業大学大学院を開設
- 1975年 摂南大学を開設
- 1979年 大阪工業大学中学校（元・摂南学園中学校）を廃止
- 1987年 法人名を学校法人大阪工大摂南大学と改称
- 1988年 摂南大学大学院を開設
- 1998年 広島国際大学を開設
- 2003年 広島国際大学大学院を開設
- 2005年 大阪工業大学大学院に専門職大学院（大学院専門職学位課程）を増設
- 2006年 大阪工業大学短期大学部が廃止
- 2007年 広島国際大学大学院に専門職大学院（大学院専門職学位課程）を増設。学校法人啓光学園と連携協定締結、同法人は法人名を学校法人常翔啓光学園と改称
- 2008年 法人名を学校法人常翔学園と改称。大阪工業大学高等学校を常翔学園高等学校と改称
- 2011年 常翔学園中学校を開設
- 2013年 学校法人常翔啓光学園と法人合併